# Планетарная мантия
Ма́нтия — слой в недрах планет земной группы, расположен между корой и ядром. Она образуется в результате отделения от первичного планетного вещества металлической части, которая уходит в ядро, и плавления, продукты которого формируют кору планеты. Согласно современным моделям мантия планет сложена в основном перидотитами. Кора планет состоит в основном из базальтов (на Земле значительную часть коры слагают граниты, и это одно из основных отличий нашей планеты), она содержит больше легкоплавких элементов и имеет меньшую, чем мантия, плотность.
Сейсмическими методами мантия изучена на Луне. От земной мантии она отличается меньшей температурой и значительно большей жесткостью. На глубине 1000 км фиксируется слой пониженных сейсмических скоростей, что может свидетельствовать о частичном плавлении мантии, то есть он может быть похож на земную астеносферу.
Для Марса было предложено множество моделей внутреннего строения, которые ждут проверки непосредственными сейсмическими экспериментами. Предполагается, что, так как Марс находится на большем удалении от Солнца, и вещество, из которого он образовался, осаждалось из небулы при меньших температурах, то в целом он содержит больше железа и серы, чем Земля. Поэтому предполагается, что марсианское ядро состоит из железа и серы, а мантия содержит значительно больше железа. Из-за меньшей силы тяжести на Марсе диапазон давлений в мантии Марса гораздо меньше, чем на Земле, а значит в ней меньше фазовых переходов. Предполагается, что фазовый переход оливина в шпинелевую модификацию начинается на довольно больших глубинах — 800 км (400 км на Земле).
На Венере мантия более горячая, чем на Земле и вместо тектоники плит там преобладают плюмовые течения.
На Меркурии вся кора и значительная часть мантии уничтожены интенсивной метеоритной бомбардировкой.